# Containment – Eine Stadt hofft auf Rettung
Containment – Eine Stadt hofft auf Rettung ist eine US-amerikanische Fernsehserie. Sie basiert auf der belgischen Serie Cordon aus dem Jahr 2014 und ist nach Vampire Diaries der vierte Stoff, der von Julie Plec für den Sender The CW adaptiert wurde. Die Serie besteht aus einer Staffel und 13 Episoden und wurde vom 19. April bis zum 19. Juli 2016 bei The CW ausgestrahlt. Die deutschsprachige Erstausstrahlung erfolgte seit dem 5. Oktober 2016 beim Sender ProSieben.

## Handlung
Die Serie beschäftigt sich mit einer Epidemie, die in der Stadt Atlanta ausbricht, weshalb ein Teil der Stadt unter Quarantäne gestellt werden musste. Die Krankheit ist zu einhundertprozent tödlich und dazu hoch ansteckend, da man sich durch jegliche Körperflüssigkeiten infizieren kann.
Doch im Verlauf der Serie stellt sich heraus, dass Dr. Sabine Lommers mehr weiß als sie sagt. So gehen der Polizist Lex und der Reporter Leo Green auf Spurensuche und entdecken Erschreckendes über die Krankheit, deren Verbreitung und Auftreten bzw. den Indexpatienten.

## Besetzung
| Rolle                     | Schauspieler          | Synchronsprecher  |
| ------------------------- | --------------------- | ----------------- |
| Major Alex „Lex“ Carnahan | David Gyasi           | Tobias Kluckert   |
| Jana Mayfield             | Christina Moses       | Melanie Hinze     |
| Officer Jake Riley        | Chris Wood            | Jannik Endemann   |
| Katie Frank               | Kristen Gutoskie      | Marieke Oeffinger |
| Dr. Sabine Lommers        | Claudia Black         | Daniela Hoffmann  |
| Dr. Victor Cannerts       | George Young          | Kim Hasper        |
| Teresa                    | Hanna Mangan-Lawrence | Alice Bauer       |
| Leo Green                 | Trevor St. John       | Boris Tessmann    |

## Episodenliste
Die Erstausstrahlung erfolgte auf dem US-amerikanischen Sender The CW vom 19. April bis 19. Juli 2016. Die deutschsprachige Erstausstrahlung wurde auf dem Free-TV-Sender ProSieben ab dem 5. Oktober 2016 in Dreier- bzw. Doppelfolgen ausgestrahlt.
| Nr. | Deutscher Titel      | Originaltitel                    | Erstausstrahlung USA | Deutschsprachige Erstausstrahlung (D) | Regie            | Drehbuch                      | Zuschauer (USA) | Quoten (D) |
| --- | -------------------- | -------------------------------- | -------------------- | ------------------------------------- | ---------------- | ----------------------------- | --------------- | ---------- |
| 1   | Ausbruch             | Pilot                            | 19. Apr. 2016        | 5. Okt. 2016                          | David Nutter     | Julie Plec                    | 1,67 Mio.       | 1,54 Mio.  |
| 2   | Außer Kontrolle      | I To Die, You To Live            | 26. Apr. 2016        | 5. Okt. 2016                          | Charles Beeson   | Julie Plec                    | 1,56 Mio.       | 1,54 Mio.  |
| 3   | Ein Weg nach Draußen | Be Angry At The Sun              | 3. Mai 2016          | 5. Okt. 2016                          | Charles Beeson   | Marguerite MacIntyre          | 1,42 Mio.       | 1,54 Mio.  |
| 4   | Über alle Grenzen    | With Silence And Tears           | 10. Mai 2016         | 12. Okt. 2016                         | Chris Grismer    | Michael Jones-Morales         | 1,35 Mio.       | 0,92 Mio.  |
| 5   | Hunger               | Like A Sheep Among Wolve         | 17. Mai 2016         | 12. Okt. 2016                         | Janice Cooke     | Jeff Stetson                  | 1,28 Mio.       | 0,94 Mio.  |
| 6   | Das große Spiel      | He Stilled The Rising Tumult     | 24. Mai 2016         | 19. Okt. 2016                         | Michael Allowitz | Elizabeth Peterson            | 1,40 Mio.       | 0,91 Mio.  |
| 7   | Inferno              | Inferno                          | 31. Mai 2016         | 19. Okt. 2016                         | David Boyd       | Matt Corman & Chris Ord       | 1,06 Mio.       | 0,71 Mio.  |
| 8   | Hoffnungsschimmer    | There Is A Crack In Everything   | 14. Juni 2016        | 26. Okt. 2016                         | Elliott Lester   | Ariella Blejer & Dawn Kamoche | 0,95 Mio.       | 0,83 Mio.  |
| 9   | Revolte              | A Kingdom Divided Against Itself | 21. Juni 2016        | 26. Okt. 2016                         | Lance Anderson   | Michael Jones-Morales         | 0,87 Mio.       | 0,72 Mio.  |
| 10  | Die Wahrheit         | A Time To Be Born                | 28. Juni 2016        | 2. Nov. 2016                          | Carol Banker     | Elizabeth Peterson            | 0,86 Mio.       | 0,77 Mio.  |
| 11  | Bis der Tod uns eint | Nothing Gold Can Stay            | 5. Juli 2016         | 2. Nov. 2016                          | Chris Grismer    | Julie Plec & Tom Farrell      | 0,82 Mio.       | 0,71 Mio.  |
| 12  | Der Tunnel           | Yes Is The Only Living Thing     | 12. Juli 2016        | 9. Nov. 2016                          | Charles Beeson   | Marguerite MacIntyre          | 0,78 Mio.       | 0,67 Mio.  |
| 13  | Der letzte Tanz      | Path To Paradise                 | 19. Juli 2016        | 9. Nov. 2016                          | Charles Beeson   | Matt Corman & Chris Ord       | 0,85 Mio.       | 0,58 Mio.  |